# Flora (Rembrandt, New York)
Pour les articles homonymes, voir Flora.
Flora est une peinture à l'huile sur toile réalisée vers 1654 par Rembrandt, représentant la déesse du printemps, potentiellement sous les traits de sa défunte épouse Saskia.
Elle est conservée au Metropolitan Museum of Art de New York.

## Description
La jeune femme, vêtue d'un chemisier ample et d'une jupe jaune, porte un chapeau orné de branches de cerisier et tient sur ses genoux des pétales de fleurs qu'elle éparpille de la main droite. Le buste est face à l'observateur, tandis que le visage est de profil à gauche.